# 7936 Mikemagee
7936 Mikemagee este un asteroid din centura principală de asteroizi.

## Descriere
7936 Mikemagee este un asteroid din centura principală de asteroizi. A fost descoperit pe 30 iulie 1990 la Observatorul Palomar de Henry E. Holt. Asteroidul prezintă o orbită caracterizată de o semiaxă mare de 2,32 ua, o excentricitate de 0,13 și o înclinație de 8,3° în raport cu ecliptica.